# 陳宥辰
陳宥辰（1992年10月6日—），台灣男子射箭運動員，2012年夏季奧林匹克運動會中華台北代表團選手。他在該屆奧運中參加個人項目和團體項目，其中個人項目中，他在第二輪被淘汰，團體項目則在十六強賽中被淘汰。